# Colostygia püngeleri
Colostygia püngeleri är en fjärilsart som beskrevs av Stertz 1902. Colostygia püngeleri ingår i släktet Colostygia och familjen mätare. Inga underarter finns listade i Catalogue of Life.